# Luca Barbareschi
Luca Barbareschi, né le 28 juillet 1956 à Montevideo est un acteur, producteur, réalisateur, scénariste et homme politique italien.

## Filmographie (partielle)

### Cinéma
- 1979 : Corléone à Brooklyn (Da Corleone a Brooklyn) d'Umberto Lenzi
- 1979 : Bugie bianche de Stefano Rolla (it)
- 1980 : Cannibal Holocaust de Ruggero Deodato
- 1982 : Summertime (it) de Massimo Mazzucco
- 1983 : Chi mi aiuta? (it) de Valerio Zecca
- 1983 : Hanna K. de Costa-Gavras
- 1983 : Sogno di una notte d'estate de Gabriele Salvatores
- 1984 : Impiegati de Pupi Avati
- 1985 : Amazonia : La Jungle blanche (Inferno in diretta) de Ruggero Deodato
- 1987 : Teresa de Dino Risi
- 1987 : Via Montenapoleone de Carlo Vanzina
- 1990 : Au nom du peuple souverain (Il nome del popolo scorano), de Luigi Magni
- 1992 : La bionda de Sergio Rubini
- 1993 : La delegazione d'Alexandre Galine
- 1997 : Ardena (it) de  Luca Barbareschi
- 1999 : Le Fils du Français de Gérard Lauzier
- 2002 : Il trasformista (it) de Luca Barbareschi
- 2009 : L'Enquête (The International) de Tom Tykwer
- 2019 : J'accuse de Roman Polanski
- 2023 : The Palace de Roman Polanski : Bongo

### Télévision
- 1999 : Jésus de Roger Young
- 2000 : On n'a qu'une vie de Jacques Deray (téléfilm)
- 2005 : Les Rois maudits de Josée Dayan (TV)
- 2005-2009 : Nebbie e delitti : Commissaire Soneri
- 2021 : Chiara Lubich - L'amore vince tutto, de Giacomo Campiotti